# Alice Mizzau
Alice Mizzau (Údine, 18 de marzo de 1993) es un deportista italiano que compite en natación, especialista en el estilo libre.
Ganó una medalla de plata en el Campeonato Mundial de Natación de 2015 y seis medallas en el Campeonato Europeo de Natación entre los años 2012 y 2022.
Participó en dos Juegos Olímpicos de Verano, en los años 2012 y 2016, ocupando el séptimo lugar en Río de Janeiro 2016, en la prueba de 4 × 200 m libre.

## Palmarés internacional
| Campeonato Mundial | Campeonato Mundial | Campeonato Mundial | Campeonato Mundial    |
| Año                | Lugar              | Medalla            | Prueba                |
| ------------------ | ------------------ | ------------------ | --------------------- |
| 2015               | Kazán (Rusia)      | Medalla de plata   | 4 × 200 m libre       |
| Campeonato Europeo |                    |                    |                       |
| Año                | Lugar              | Medalla            | Prueba                |
| 2012               | Debrecen (Hungría) | Medalla de oro     | 4 × 200 m libre       |
| 2012               | Debrecen (Hungría) | Medalla de plata   | 4 × 100 m estilos     |
| 2012               | Debrecen (Hungría) | Medalla de bronce  | 4 × 100 m libre       |
| 2014               | Berlín (Alemania)  | Medalla de oro     | 4 × 200 m libre       |
| 2014               | Berlín (Alemania)  | Medalla de bronce  | 4 × 100 m libre       |
| 2022               | Roma (Italia)      | Medalla de bronce  | 4 × 200 m libre mixto |